# HMAS Rankin (2003)
HMAS Rankin (SSG 78) is een Australische onderzeeboot van de Collinsklasse. De boot is gebouwd door de Australische scheepswerf Australian Submarine Corporation en vernoemd naar de Australische Ltz. I Robert William Rankin.
Het ontwerp van de Collinsklasse is gebaseerd op de verschillende generaties van Zweedse onderzeeboten.